# 폴리 새논

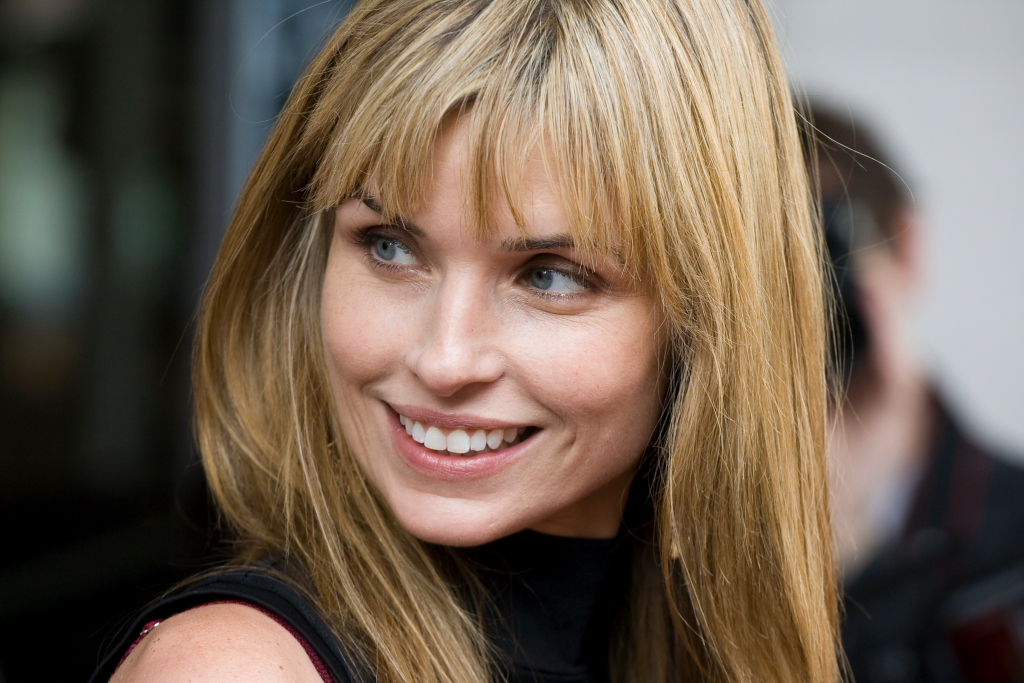

폴리 섀넌(Polly Shannon, 1973년 9월 1일 ~ )은 캐나다의 각본가, 영화 제작자, 배우이다.
킹스턴에서 태어났다.

## 출연 작품
- 더 퍼포먼스 (2017년)
- 마법의 히드라 (2009, Hydra)
- Miranda & Gordon (2008) - 단편
- 라이 위드 미 (2005년) - 빅토리아 역
- 햄 & 치즈 (2004년)
- 다이렉트 액션 (2004년) - 빌리 로스 역
- 바이러스 전쟁 (2003년)
- 스트리트 타임 (2002년)
- 하바드 맨 (2001년)
- 트라이앵글 (2001년)
- The Stalking of Laurie Show (2000) - 크리스틴 역
- 할리퀸 - 진실 게임 (1998년)
- 데이트 소동 (1998년)
- 못말리는 해결사 (1998년)
- 프랑켄슈타인과 나 (1996년)
- 다니엘 스틸 - 위대한 사랑 (1996년)
- 스노우보드 아카데미 (1996년)
- 낸시 이야기 (1995년)
- 노 콘테스트 (1994년)
- 가면 속의 정사 (1993년)

### 텔레비전
- 페타 윌슨의 니키타 (1997년)